# Wroughtonia ligator
Wroughtonia ligator är en stekelart som först beskrevs av Thomas Say 1824.  Wroughtonia ligator ingår i släktet Wroughtonia och familjen bracksteklar. Inga underarter finns listade i Catalogue of Life.